# 東京八王子ビートレインズ
東京八王子ビートレインズ（とうきょうはちおうじビートレインズ、英: Tokyo Hachioji Bee Trains）は、東京都八王子市をホームタウンとするプロバスケットボールチーム。運営法人は株式会社THTマネジメント。2012年に東京八王子トレインズとして創設され、現在はB3リーグに所属している。呼称は八王子ビートレインズ。

## 概要
2015-16シーズンより、NBDLに加盟。その後、NBDLがNBL、bjリーグと統合。B.LEAGUEが設立された2016年より、その下部に当たるB3リーグ、2018年よりB2リーグに所属。現在は再びB3リーグに所属している。
東京八王子トレインズのチーム名は、本拠地の八王子市がJRや私鉄が乗り入れる交通の要所であり、"train"という単語に「人々の組織的な連携や繋がり」という意味が含まれていることにちなんで、チームと市民や支援者との家族的な結束を願い命名された。
設立当初は東京八王子トレインズとして活動していたが、2018年6月29日、チーム名を東京八王子ビートレインズに改名することを発表。BEEは、バスケットボールのB、八王子のはち＝蜂、Be（存在する）＝八王子での存在意義を付け、TRAINにさらに勢いが増していく様子を表現している。
クラブロゴは、太陽とバスケットボール、電車をモチーフとしたものになっている。

### ユニフォームスポンサー （2024-25シーズン）
- サプライヤー：アグリナ
- 前面：リンクス・ビルド（右肩）、コスモ計器（中央）
- 背面：キャリアコンサルティング（背番号上部、「プレスタ」明記）、渡辺オイスター研究所（選手名下部）
- パンツ：右田病院（右前腰部）、小泉多摩（右前太もも）、スーパーアルプス（左前）、ユー・エスエンジニアリング（右後ろ）、プレンティー（左後ろ）

### 歴代ユニフォーム
| HOME      | HOME      | HOME      | HOME      | HOME      |
| --------- | --------- | --------- | --------- | --------- |
| 2017 - 18 | 2018 - 19 | 2019 - 20 | 2020 - 21 | 2021 - 22 |
| 2022 - 23 | 2023 - 24 | 2024 - 25 | 2025 - 26 |           |
|           |           |           |           |           |

| AWAY      | AWAY      | AWAY      | AWAY      | AWAY      |
| --------- | --------- | --------- | --------- | --------- |
| 2017 - 18 | 2018 - 19 | 2019 - 20 | 2020 - 21 | 2021 - 22 |
| 2022 - 23 | 2023 - 24 | 2024 - 25 | 2025 - 26 |           |
|           |           |           |           |           |

| 2023 - 24 3rd | 2024 - 25 3rd |
|               |               |

### 開催アリーナ

#### B.LEAGUE・B3.LEAGUE
| シーズン | リーグ | 全体の ホームゲーム数 | エスフォルタアリーナ八王子 | その他の会場 | ポストシーズン |
| 2016-17  | B3     | 28                    | メイン：6 サブ：5          | 日本工学院八王子専門学校：5 立川市泉市民体育館：6 日野市市民の森ふれあいホール：2 東京海上日動石神井体育館：2 大田区総合体育館：2                                     |                |
| 2017-18  | B3     | 34                    | メイン：5 サブ：12         | 日本工学院八王子専門学校：3 立川市泉市民体育館：4 日野市市民の森ふれあいホール：2 稲城市総合体育館：2 大田区総合体育館：2 忍野中学校：2 南アルプス市櫛形総合体育館：2 |                |
| 2018-19  | B2     | 30                    | メイン：20 サブ：6         | 鐘山総合スポーツセンター：4 |                |
| 2019-20  | B3     | 20 (30)               | メイン：12(22) サブ：2     | 片柳アリーナ（日本工学院専門学校）：2 甲府市総合市民会館：2 富士北麓公園体育館：2                                                                                     |                |
| 2020-21  | B3     | 18 (20)               | メイン：13(15) サブ：0(2)  | リモートゲーム（会場非公表）：3 大田区総合体育館：2 |                |
| 2021-22  | B3     | 23 (28)               | メイン：13 サブ：8         | 八王子富士森体育館：2 |                |
| 2022-23  | B3     | 26                    | メイン：24                 | 日本工学院八王子専門学校：2 |                |
| 2023-24  | B3     | 26                    | メイン：20 サブ：2         | 日本工学院八王子専門学校：2 |                |
| 2024-25  | B3     | 26                    | メイン：22 サブ：4         | |                |

括弧内は開催予定だった試合数

## 歴史

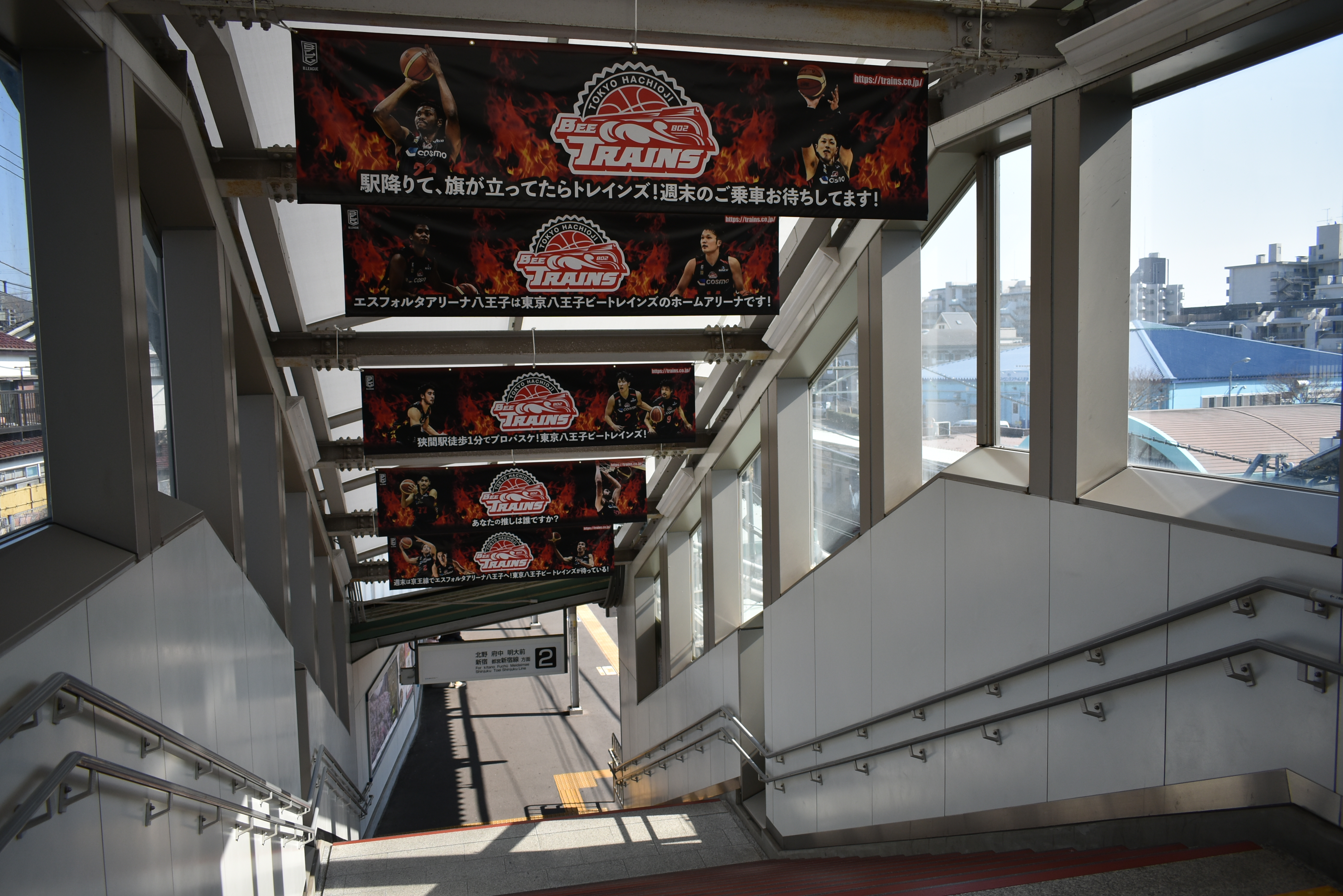
狭間駅階段の「東京八王子ビートレインズ」のポスター（2019年2月18日撮影）

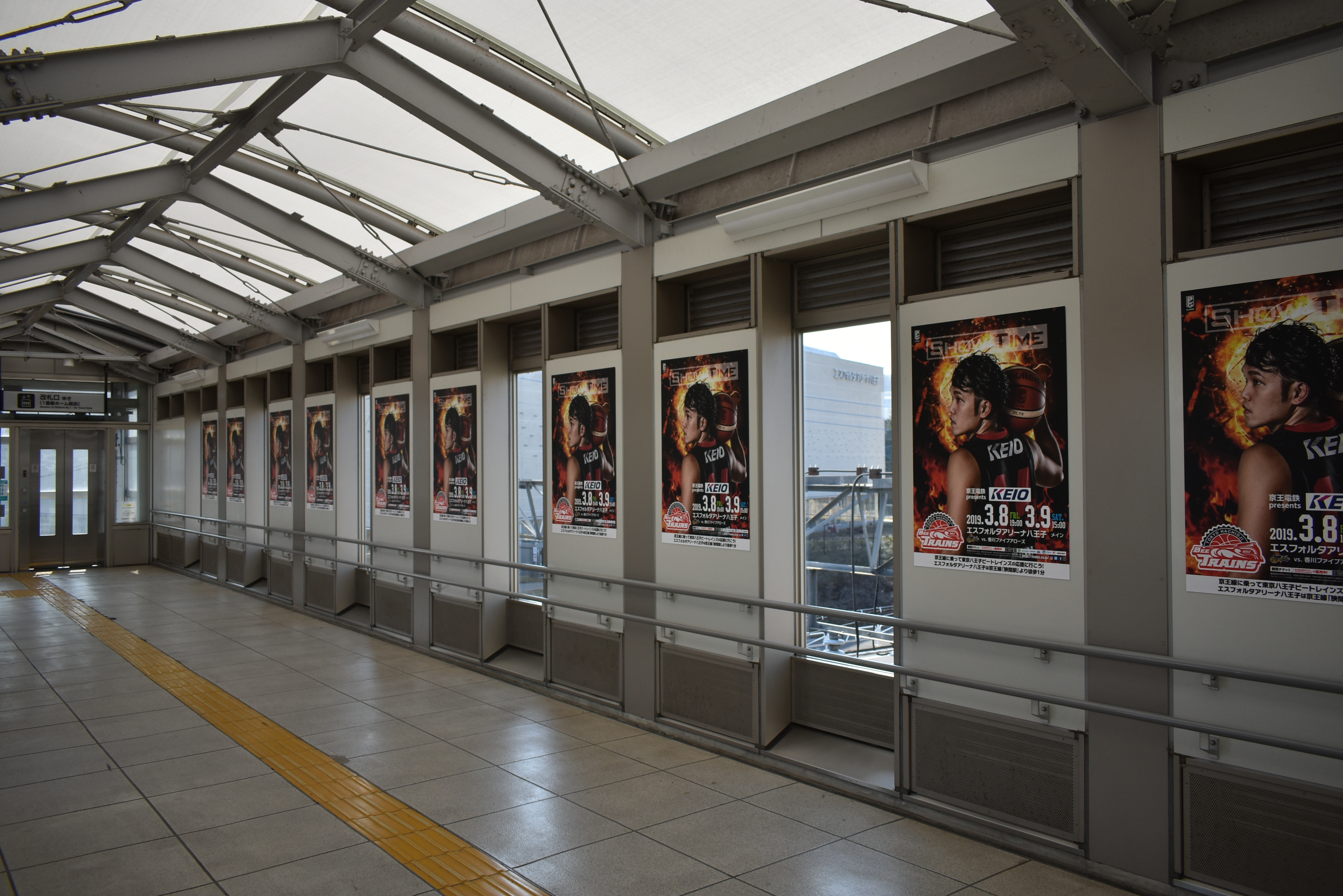
同左、渡り通路の「東京八王子ビートレインズ」のポスター（2019年2月18日撮影）

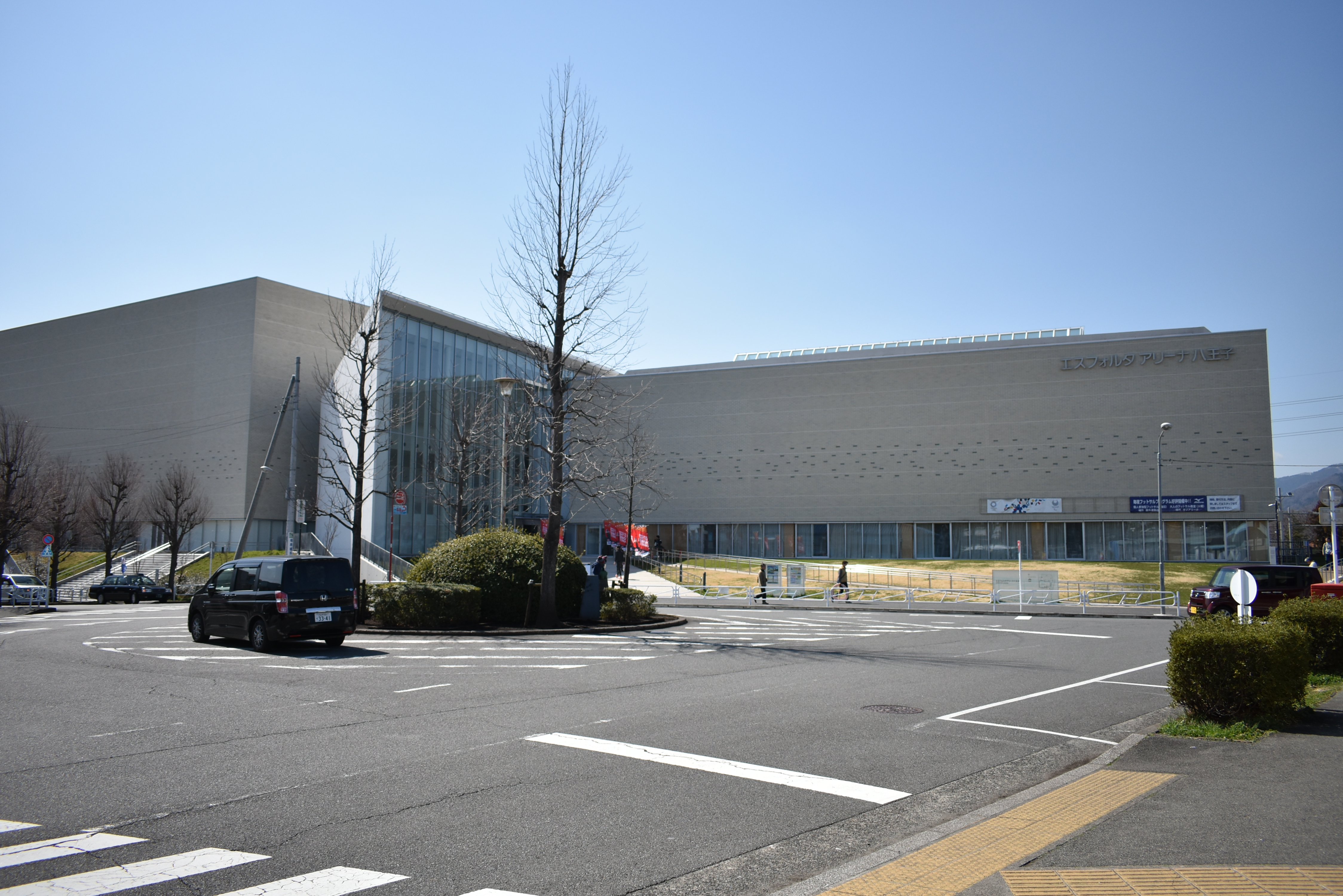
東側全景（2019年3月9日撮影）
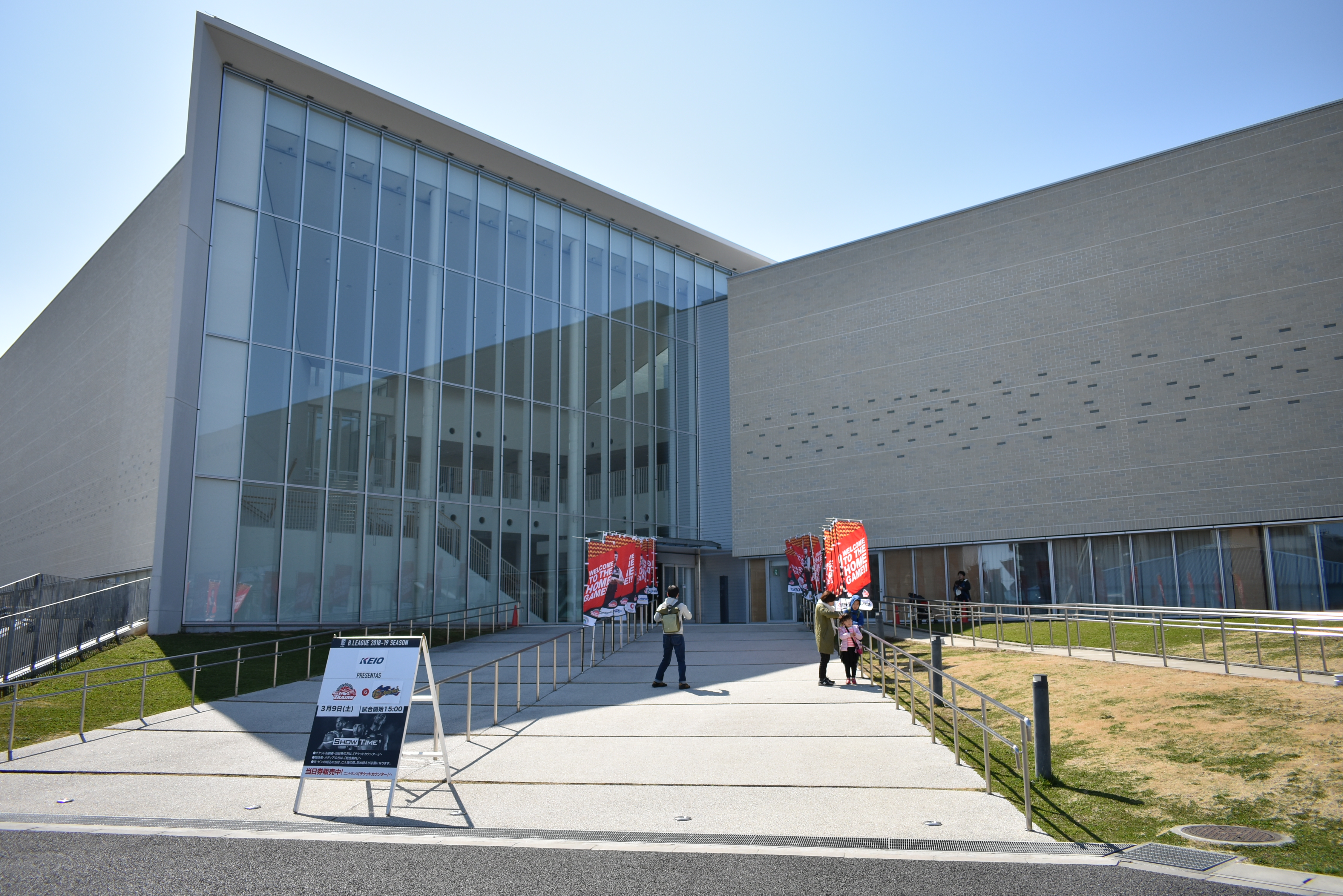
メインアプローチ（2019年3月9日撮影）
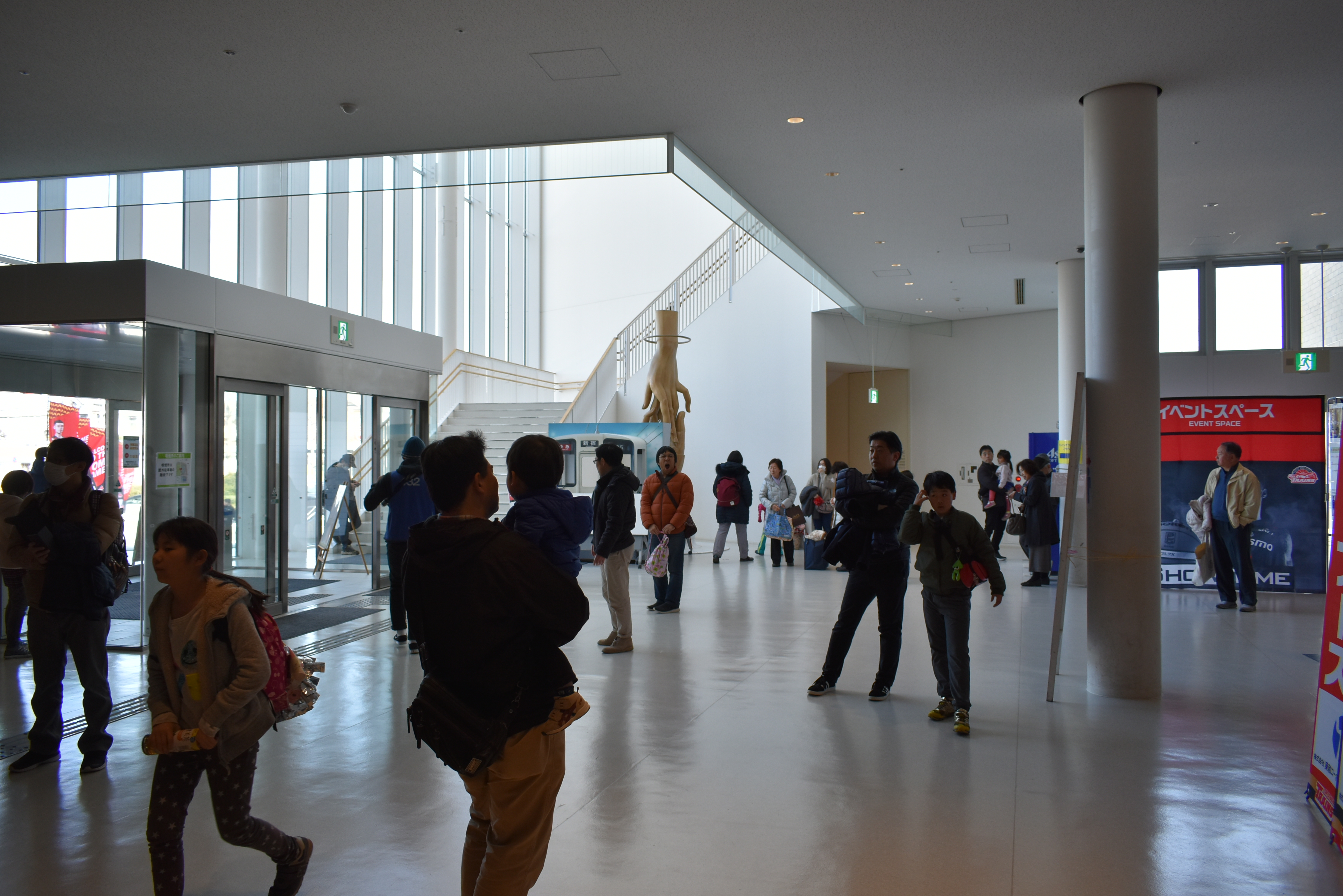
エントランスロビー（2019年3月9日撮影）
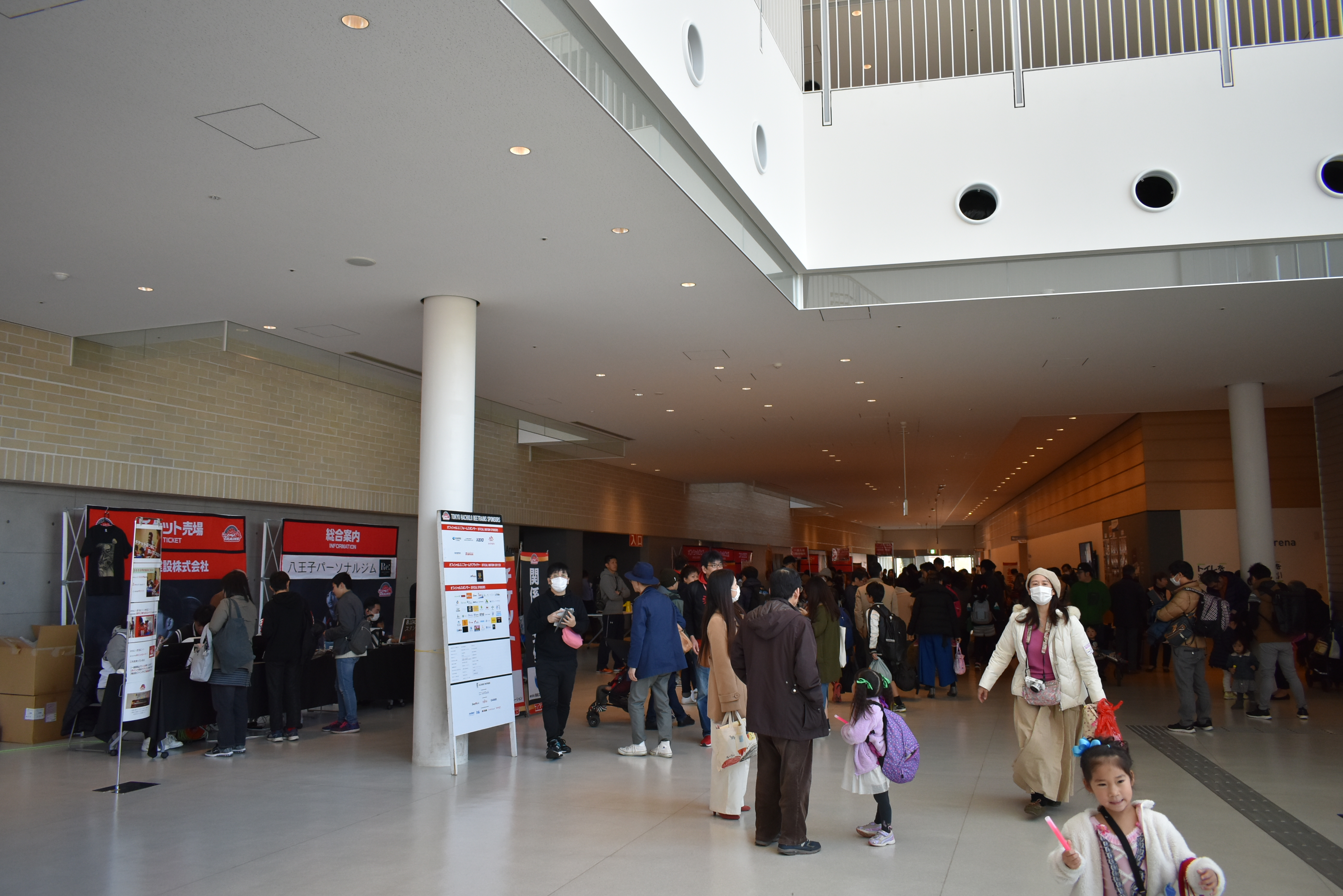
同左（2019年3月9日撮影）
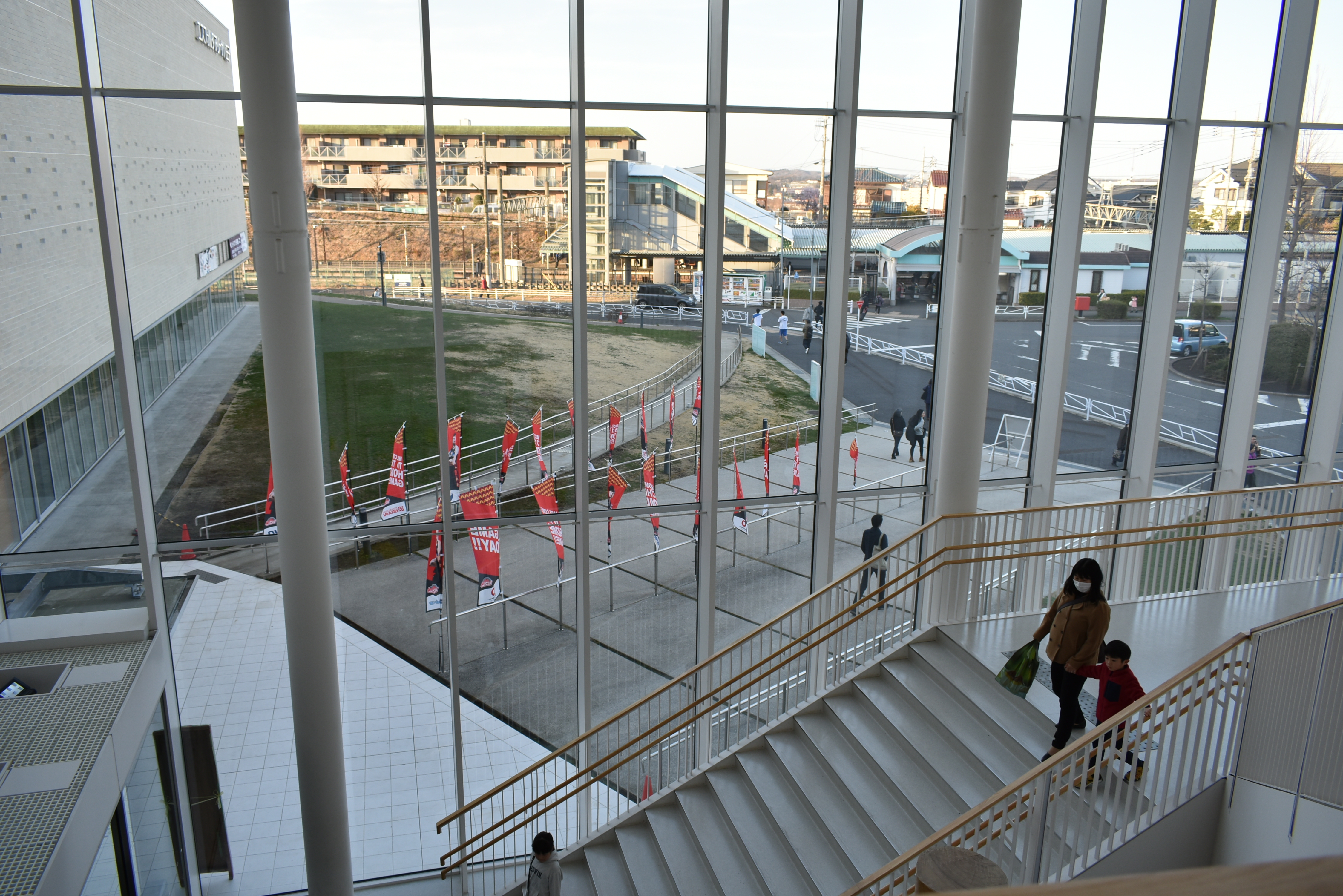
2階より狭間駅方向を見る（2019年3月9日撮影）

### 設立 - NBDL参入まで
八王子市出身の川井明は、地元がバスケットボールの盛んな土地であることに着目し、プロバスケットボールチームの設立を検討していた。2011年に八王子市総合体育館が新たに建設されることを知り、これをホームアリーナとしたチーム創設を決意。当時、大阪エヴェッサを退団し、八王子に戻ってきた天野喜崇に声をかけ、2012年7月に「八王子プロバスケットボールチーム設立準備室」を開設し活動を始めた。「トレインズ」という名称もこの時に命名されたものである。天野の母校である八王子北高校バスケットボール部へ訪問しクリニックを実施。それに続き、八王子市内のミニバスや中学校、高校のバスケットボール部を訪問し、クリニックを実施して活動の場を広げていった。同年、川井が和田尚之に声をかけ、11月に和田は広告制作を事業とする株式会社THTマネジメントを設立、これが後にチームの運営会社となる。
2013年1月にトライアウトを実施し、選手を集めチームを結成。翌2月の八王子春季バスケットボール大会に優勝し、5月の都民大会ベスト8、9月の青年大会ベスト4などの成績を残した。
2014年5月、NBDLへの加盟を申請し、9月18日のNBDL総会にて2015-16シーズンの参入が決まった。

### NBDL

#### 2015-16シーズン
2015-16シーズンはヘッドコーチの早水将希（元つくばロボッツアシスタントコーチ）と選手12名で臨み、オーナーの和田自身もゼネラルマネージャー兼選手としてチームに加わった。10月24日と25日に、開幕カードとなる東京海上日動ビッグブルー戦をエスフォルタアリーナ八王子にて開催し、連勝を収める。シーズン終盤にはチーム記録となる7連勝を挙げたが、レギュラーシーズンの成績は17勝19敗の6位に終わり、プレイオフに進出できる4位以内を逃した。

### B3リーグ

#### 2016-2017シーズン
NBDLがNBL、bjリーグと統合し新たなリーグ（B.LEAGUE）が創設されることになり、トレインズも参加を申請。新リーグは1部から3部までの3部構成であり、トレインズは2部参入の要件となる「ホームアリーナの確保」「地元行政組織の協力」などの要件を満たしていたが、NBDLに加入したばかりで運営実績が乏しいとして、新リーグ初年度はB3リーグに振り分けられることになった。
2017年9月6日のB.LEAGUE理事会にてB.LEAGUE準加盟が認められた。

#### 2017-2018シーズン
ファースト、レギュラー、ファイナルと全てのシーズンを制覇。B2全体最下位の岩手と横浜アリーナで「B2・B3入替戦 2017－18」にまわることになった。終始、気を緩めることなく、シュートを次々と決め、ディフェンスも岩手を55点に抑え込み、55－83で勝利。B2昇格を決めた。

### B.LEAGUE

#### 2018-2019シーズン（B2 中地区）
B2昇格初年度、当初は選手12人で挑むも、シーズン開始前に池田裕介をB3・埼玉に、藤岡昂希をB2・香川に期限付き移籍で放出。さらに秋葉真司が契約解除の上でB1・SR渋谷に移籍。その間、新たに福田幹也、岡田優が加入して、総勢11人のロスターでシーズンを迎える。しかし、序盤から怪我により出場出来ない選手が続出。11月24日、25日開催のアウェーでの福島戦では、ベンチ登録選手が5人のままで、没収試合に近い状態で試合を行うこととなり、リーグからけん責処分を受ける。シーズン途中には、アレクサンダー・ジョーンズが怪我から復帰したものの、試合は20連敗を記録。シーズン終盤には、マイケル・オルソンのアソシエイトコーチ解任を行うも状況は好転せず、最終的に11勝49敗という成績に終わった。この結果、「B2・B3 入替戦 2018-19」にまわることになり、入れ替え戦の相手はB3年間総合2位の越谷となった。
入れ替え戦の前には、主力のクリーアンソニー・アーリーが退団。厳しい状況の中で入れ替え戦に挑むことになった。そして5月12日、横浜アリーナにて「B2・B3入替戦 2018－19」が行われた。試合では前半はリードされるものの、後半に入り一時8点差にまで詰め寄った。しかし、後半途中から失点を重ね、64-86で試合終了。1年でB3へ降格することになった。

### B3リーグ

#### 2019-2020シーズン
西宮ストークスのヘッドコーチだったミオドラグ・ライコビッチがヘッドコーチに就任。岡田優、福田幹也、ウェスリー・ミッター、藤岡昂希、池田裕介、ジョーダン・リチャード、セオン・エディが退団した一方で、ニヨキゼラ・イーヴェ、山梨歩、マーセラス・サマービル、館山健太、根東裕隆が新規に加入した。2020年1月23日のB.LEAGUE理事会で八王子の準加盟資格の失格を発表。理由は選手やスタッフに対する給与、試合運営費用の支払い遅れ・未払いが毎月のように発生しており、「短期的に資金難に陥る可能性が極めて低い」とは考えられない状態と判断された。これにより、八王子は経営が改善されない限りB.LEAGUE準加盟は認められないこととなった。
同年6月25日、経営体制を一新することを発表し、新社長にキャリアコンサルティングの室舘勲が就任した。

#### 2020-2021シーズン
これまでアシスタントコーチを務めていたマルコ・フィリポビッチがヘッドコーチに就任。新加入の選手を含め、16人体制で挑む。4月6日、フィリポビッチとの契約を解除することと、後任のヘッドコーチに石橋貴俊が就任することを発表した。

#### 2021-2022シーズン
ヘッドコーチに5シーズンぶりに早水将希が復帰した他、元埼玉のアソシエイトコーチを務めた三木力雄がアソシエイトコーチに就任した。

#### 2022-2023シーズン
活動終了になったアイシン アレイオンズのヘッドコーチだった廣瀬慶介を新たにヘッドコーチに就任した。2022年10月11日、2019-20シーズン以来3シーズンぶりにB.LEAGUE準加盟クラブに認定。2023年3月14日、B2クラブライセンスが交付された。

#### 2023-2024シーズン
京都ハンナリーズのアシスタントコーチだったタイラー・ガトリンがヘッドコーチに就任した。また、ユースチームのヘッドコーチを務めていた石橋貴俊がアシスタントGMに就任。
当初はB2クラブライセンスを申請したものの2024年3月18日、債務超過を無くすことが出来ないことを理由に2024-25シーズンのB2クラブライセンスの申請を取り下げることを発表した。

## 選手とスタッフ
| 記号説明 |                           |  |                           |
|          | チームキャプテン          |  | (C) オフコートキャプテン  |
|          | 故障者                    |  | (+) シーズン途中契約      |
|          | (S) 出場停止              |  | (帰) 帰化選手             |
|          | (ア) アジア特別枠選手     |  | (申) 帰化申請中選手（B3） |
|          | (特) 特別指定選手         |  | (留) 留学実績選手（B3）   |
|          | (育) ユース育成特別枠選手 |  | (U) U22枠選手             |

公式サイト
| - ロースター - スタッフ - スタッツ - 故障者リスト | - 選手契約登録規程 B1.B2 / B3 - FA選手リスト |

### 歴代ヘッドコーチ
1. 早水将希（2015年 - 2016年）
2. フランソワ・ペロネット（フランス語版）（2016年）
3. 石橋貴俊（2017年 - 2019年）
4. ミオドラグ・ライコビッチ（2019年 - 2020年）
5. マルコ・フィリポビッチ（2020年 - 2021年4月）
6. 石橋貴俊（2021年4月 - 2021年6月）
7. 早水将希（2021年 - 2022年）
8. 廣瀬慶介（2022年 - 2023年）
9. タイラー・ガトリン（2023年 - 2024年）
10. 三木力雄（2024年 - 2025年）
11. 亀﨑光博（2025年 - ）

### 過去の所属選手
| 日本人選手 - 増子匠（2015-16） - 藤井敏昭（2015-16） - 坂西優（2015-16） - 和田尚之（2015-16） - 鳴海亮（2015-2016） - 池田裕介（2015-2016） - 兼子勇太（2015-2016） - 金井賢治（2015-2017） - 八幡幸助（2015-2017） - 地久里謙成（2015-2021） - 上松大輝（2016） - 中村寛大（2016-2017） - 浅野崇史（2016-2019） - 山口力也（2017,2020） - 亀﨑光博（2017-2021） - 岡田優（2018） - セオン・エディ（2018） - 福田幹也（2018） - ウェスリー・ミッター（2018） - 夏達維（2018） - 塚本雄貴（2018-2019） - 根東裕隆（2019） - 館山健太（2019） - 棚橋恒介（2019） - 山梨歩（2019-2020） - 青木ブレイク（2020） - 佐野隆司（2020） - 福田晃平（2020） - 上田雅也（2020-2021） - 澤地サミュエルJr（2020-2021） - フォファナ・ママドゥ（2020-2021） - 山口健大（2020-2022） - 新号健（2021） - 森川凌（2021） - 本多青（2021） - 古橋広樹（2021-2022） - 久保田遼（2022） - 遠藤涼真（2022） | 外国籍選手 - ダグラス・トーマス（2015-16） - ナシード・ベアード（2015-16） - カール・ホール（2016） - エドワード・モリス（2016-2017） - ブライアン・ハーパー（2016） - アレクサンダー・ジョーンズ（2016-2019） - カール・アンソニー・ホール（2016） - ブレナン・マッケルロイ（2017） - ジョエル・ジェームス（2017） - ウェンデル・ルイス（2017） - クリーアンソニー・アーリー（2018） - ジョーダン・リチャード（2018） - ルブライアン・ナッシュ（2018-2019） - ディアンジェロ・カークランド（2018） - マーセラス・サマービル（2019） - ニヨキゼラ・イーヴェ（2019-2020） - シャキール・モリス（2019） - ランス・グルボーン（2019） - ジャマール・ソープ（2019） - ジェイレン・ロビンソン（2020） - ジョー・ウォルフィンガー（2020） - ジョーダン・ボウリング（2020） - エルハジ・アッサン・ジョップ（2020） - ジョン・フィールズ３世（2021-2022） - クリストファー・ウォッシュバーン Jr（2021） - アンドレ・マレー（2021-2022） - ジャスティン・ベイカー（2022） - ロバート・サンプソン（2022） |

### U15
U15のユースチームの運営も行っている。